# Анжей Кітович
Анжей Кітович (пол. Jędrzej Kitowicz; 1 грудня 1727 — 3 квітня 1804) — польський письменник, католицький священик.

## Біографія
Народився в м. Лєшна (Польща). Виконував важливі доручення примаса А.Островського. Примкнув до Барської конфедерації 1768, служив у війську конфедератів як ротмістр. 1771 перейшов до духовного стану. 1779 його протектор — примас А.Островський наділив його парафією (probostwo) в Речиці (поблизу м. Вольбож, Польща), де він жив до останніх днів свого життя. 1788 почав опрацьовувати свої нотатки, що вів з 1743. Підготував кілька праць, найбільш відомою з них стала незакінчена книга «Опис звичаїв за часи панування Августа III». Вона містить детальні описи побуту та звичаїв різних верств населення Речі Посполитої часів Августа III, у тому числі українського греко-католицького (див. Українська греко-католицька церква) і православного («схизматики»; див. Православ'я) духовенства. З подробицями описано характерний як для польського шляхетства, так і спольщеного українського панства побут, зокрема, одяг, який вони носили (у тому числі найрізноманітніші жіночі вбрання), напої та страви, які вони вживали, розваги, які полюбляли, меблі, якими обставляли свої будинки, постільну білизну тощо.
Книга містить описи, очевидно, запозичені з переказів і чуток про українських козаків і гайдамаків (у розділі «Про стан жовнірський за Августа III»). Деякі епізоди їхнього життя передаються в ній досить рельєфно, це зокрема: вибори кошового отамана на Запорозькій Січі, козацькі промисли, побут козаків і їхні військові виправи тощо. Епітети, які вживаються у книзі стосовно козаків і особливо гайдамаків (див. Гайдамацький рух), засвідчують неприховану ворожість автора до них. Гайдамаки зображаються як люди, які не бояться навіть «окрутної смерті», ніколи не здаються.